# 붉은정강이두크
붉은정강이두크 또는 두크랑구르(Pygathrix nemaeus)는 구세계원숭이의 일종으로 가장 다채로운 색깔을 지니고 있는 영장류의 하나이다. 이 매력적인 영장류는 이따금 그 화려한 겉모습때문에 "차려 입은 유인원"(costumed ape)으로 불린다. 회색 셔츠와 검은색 반바지를 입은 작은 불상처럼 보이기도 한다. 무릎에서 발목까지 적갈색의 스타킹을 싣고, 팔뚝에 희고 긴 장갑을 낀 것처럼 보인다. 그 복장은 흰 손과 발로 끝난다. 황금빛 얼굴은 흰 갈기로 테두리져 있으며, 수컷은 보풀이 상당히 더 많다. 는꺼풀은 부드러운 담청색을 띤다. 꼬리는 흰색으로 안 쪽 털은 삼각형 형태의 털이 나 있으며, 나이를 막론하고 수컷은 궁둥이 쪽의 끝 부분의 양쪽에 흰 반점이 하나 있으나, 암컷은 없다. 수컷은 붉고 흰 생식기를 지니고 있다.
두크원숭이는 숲의 나무 위에서 먹이를 먹거나 잠을 자는 수목형 동물이자, 낮에 주로 활동하는 주행성 동물이다.
천적은 표범, 구름표범이다.

## 서식지
모든 두크원숭이는 동남아시아가 원산지이며, 특히 캄보디아와 중국, 라오스 그리고 베트남에 서식한다. 붉은정강이두크는 베트남 북부와 중부 그리고 라오스에서만 서식하는 것으로 보인다. 두크원숭이는1967년 이전까지는 전혀 연구되지않았다. 두크원숭이는 저지대에서 2,000미터 높이의 산악 분지에 이르기까지 다양한 서식지에서 발견되며, 낙엽성의 1차, 2차 우림의 케노피의 중,상위 높이에서 서식한다.

## 크기
다른 두크원숭이들처럼, 붉은정강이두크도 키가 크고 홀쭉하다. 키는 61–76 cm 정도이고, 꼬리는 56–76 cm 정도이며, 암컷보다 수컷이 약간 크고 긴 편이다. 몸무게는 수컷이 7 kg, 암컷이 5 kg까지 나간다. 궁둥이의 반점을 제외하고는 암수의 털 색깔 차이는 없다.

## 생활사
두크원숭이들은 다른 모든 원숭이들처럼 군집 생활을 한다. 이들은 평균적으로 4~15마리씩 군집 생활을 하지만, 50마리까지 무리를 짓는 경우도 기록되고 한다. 한 집단은 한 마리 혹은 그 이상의 수컷으로 이루어지며, 수컷 한 마리당 약 2마리의 암컷이 있다. 암수 둘다 자기 자신의 위계를 지니고 있고, 수컷들이 암컷보다는 우위에 있다. 수컷과 암컷 둘 다, 결국에는 자신들이 태어난 집단을 떠난다.

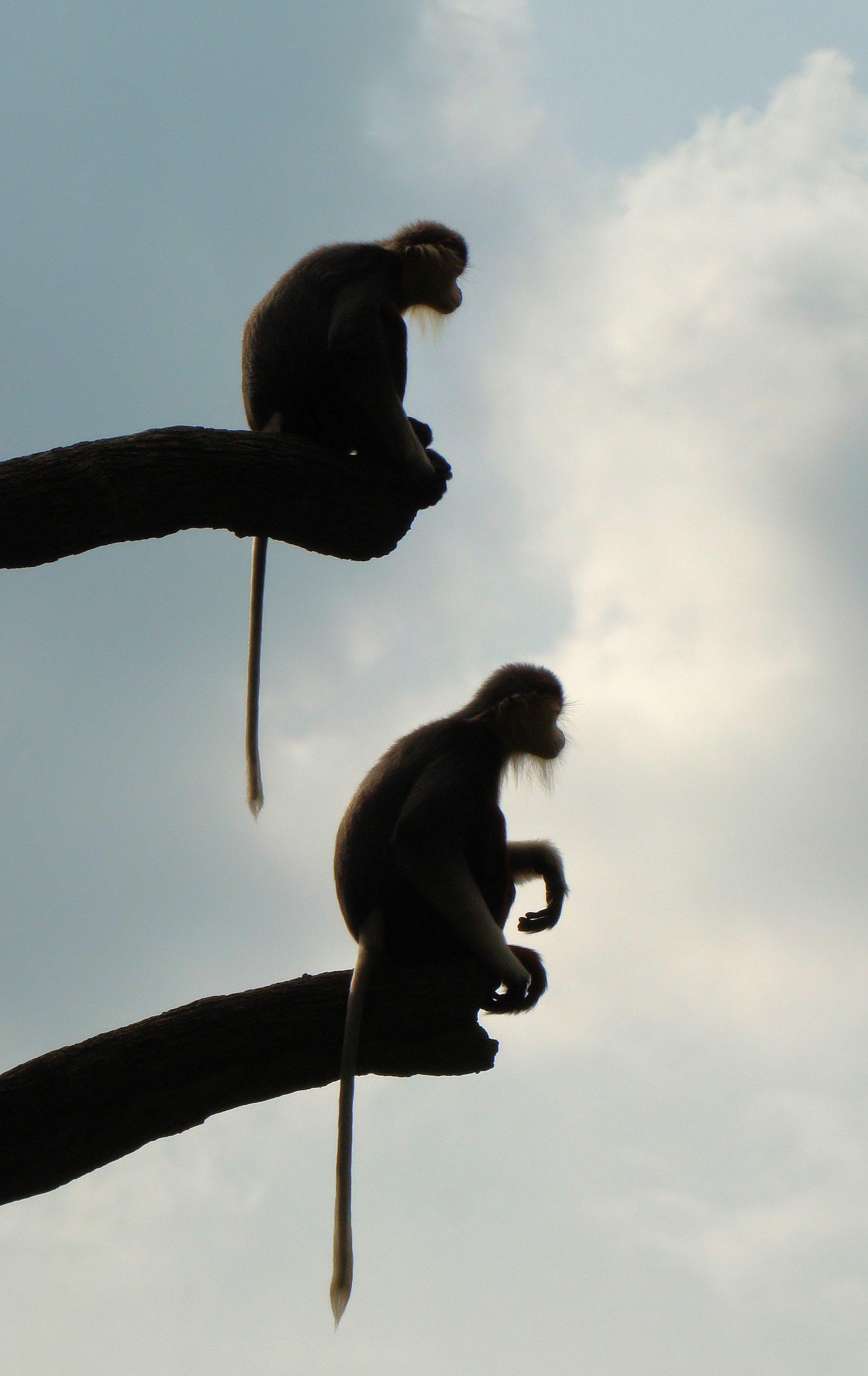
붉은정강이두크의 옆 모습

여타 구세계원숭이들과 마찬가지로, 뭔가를 잡는 데 꼬리를 사용하지는 않는다. 꼬리는 단지 균형을 잡는 데 사용하며, 정해진 길을 따라서 숲을 가로질러 이동할 때는 팔과 다리를 사용한다. 이동할 때는 장성한 수컷이 무리를 이끌며, 수컷 새끼들은 대열의 끝에 두고 암컷과 어린 새끼들은 무리의 중간에 두어 보호한다. 이 두크원숭이는 캐노피에서 공중 높이 움직이는 데 능숙하다. 매우 재빠르고, 6 미터 높이까지 아슬아슬한 도약을 자주 하며, 머리 위로 두 팔을 펼친 채로 도약하고, 다리를 쭉 뻗어 뛰어 오르고 두 발로 내려 앉는다.
집단에 별 일이 없을 때, 붉은정강이두크는 가지에서 가지로 숲을 지나갈 때 잎을 부딪히면서 소란스럽게 움직이며, 두 발을 함께 밀어 도약하고 가지 아래로 가지를 흔들면서 지나가는 등 놀랄만한 균형 감각을 과시한다. 그러나 맹수 또는 다른 위험들 때문에 집단에 문제가 생기면, 위험을 회피하여 나무들 사이로 소리없이 도망친다. 만일 놀라게 되면, 크게 소리치거나 손 발로 나무 가지를 때리며 나무들 주위로 돌진한다. 움직일 때 큰 소리를 내는 반면에, 대부분의 시간 동안에는 비교적 조용히 음식을 먹고, 부피가 큰 음식을 소화시키거나 꾸벅꾸벅 졸고, 서로의 털을 손질해 준다.
이 원숭이는 얼굴 표정으로 의사 교환을 한다. 입을 벌려 이빨을 부분적으로 드러내고 턱을 앞으로 내미는, 일정한 "표정"을 지니고 있다.